# Norrsundets IF
Norrsundets IF är en idrottsklubb från Norrsundet i Gävle kommun.

## Historia
År 1918 bildades Norrsundets fotbollsklubb, NBK, som åtta år senare, 1926 omvandlades till en ren idrottsförening med namnet Norrsundets IF, NIF. 
Det var först och främst lagsporterna fotboll, bandy och från mitten av 1940-talet ishockey.
Sedan 1995 har Norrsundets IF en konstfrusen isbana på idrottsplatsen Lindövallen. Till säsongen 2002 slogs all fotboll i Norrsundet ihop med Hamrånge GIF. Fotbollen gjorde comeback i föreningen 2011. 
Inför säsongen 2004-2005 startades en ny sektion inom föreningen, innebandy.
2011 Introducerades Discgolf (frisbeegolf).

## Dagens verksamhet
På Lindövallens IP bedrivs tennis, ishockey, fotboll, discgolf. Innebandylaget spelar sina hemmamatcher i Bergby sporthall, 8 minuter från Norrsundet centrum.
Inom ishockeysektionen 2017-2018 finns det endast ett veteranlag som startade säsongen innan.
Inom fotbollen finns det ett A-lag. Som under säsongen 2017 avancerade från division 5 till division 4 efter en makalös avslutning på säsongen där man gick obesegrade i 17 raka seriematcher.
Inom innebandy ett A-lag och två ungdomslag och innebandyskola. 
Norrsundets IF spelar företrädesvis i svart och gul matchdräkt.

## Kända spelare från Norrsundet
- Hasse Berggren